# Fullbosjön
Fullbosjön är en sjö i Västerviks kommun i Småland och ingår i Vindåns huvudavrinningsområde. Sjön har en area på 2,51 kvadratkilometer och ligger 25 meter över havet.

## Delavrinningsområde
Fullbosjön ingår i det delavrinningsområde (644125-153384) som SMHI kallar för Utloppet av Fullbosjön. Medelhöjden är 47 meter över havet och ytan är 8,87 kvadratkilometer. Det finns ett avrinningsområde uppströms, och räknas det in blir den ackumulerade arean 12,74 kvadratkilometer. Vattendraget som avvattnar avrinningsområdet har biflödesordning 2, vilket innebär att vattnet flödar genom totalt 2 vattendrag innan det når havet efter 28 kilometer. Avrinningsområdet består mestadels av skog (51 procent) och jordbruk (14 procent). Avrinningsområdet har 2,5 kvadratkilometer vattenytor vilket ger det en sjöprocent på 28,2 procent.